# Cilleros
Cilleros – gmina w Hiszpanii, w prowincji Cáceres, w Estramadurze, o powierzchni 208,94 km². W 2011 roku gmina liczyła 1793 mieszkańców.